# Aquilonia
Aquilonia é uma comuna italiana da região da Campania, província de Avellino, com cerca de 2.074 habitantes. Estende-se por uma área de 55 km², tendo uma densidade populacional de 38 hab/km². Faz fronteira com Bisaccia, Calitri, Lacedonia, Melfi (PZ), Monteverde, Rionero in Vulture (PZ).

## Demografia
| Variação demográfica do município entre 1861 e 2011                               |
|                                                                                   |
| Fonte: Istituto Nazionale di Statistica (ISTAT) - Elaboração gráfica da Wikipedia |